# Tatopani (Myagdi)
Tatopani (Nepali तातोपानी) ist ein Dorf und ein Village Development Committee im Distrikt Myagdi im oberen Flusstal des Kali Gandaki.
Der Ort Tatopani liegt am rechten Ufer des Kali Gandaki auf einer Höhe von 1160 m.
Im Westen erhebt sich der Dhaulagiri Himal, während im Osten das Annapurna-Massiv liegt.
Die Straße von Beni nach Jomsom führt an Tatopani vorbei. Tatopani liegt an der Trekkingroute Annapurna Circuit und ist Zielort des Yak Attack Etappenrennens für Mountainbiker. Der Ort ist bekannt für seine Thermalquellen.

## Einwohner
Bei der Volkszählung 2011 hatte Tatopani 795 Einwohner (davon 409 männlich und 386 weiblich) in 216 Haushalten.

## Dörfer und Weiler
Tatopani besteht aus mehreren Dörfern und Weilern:

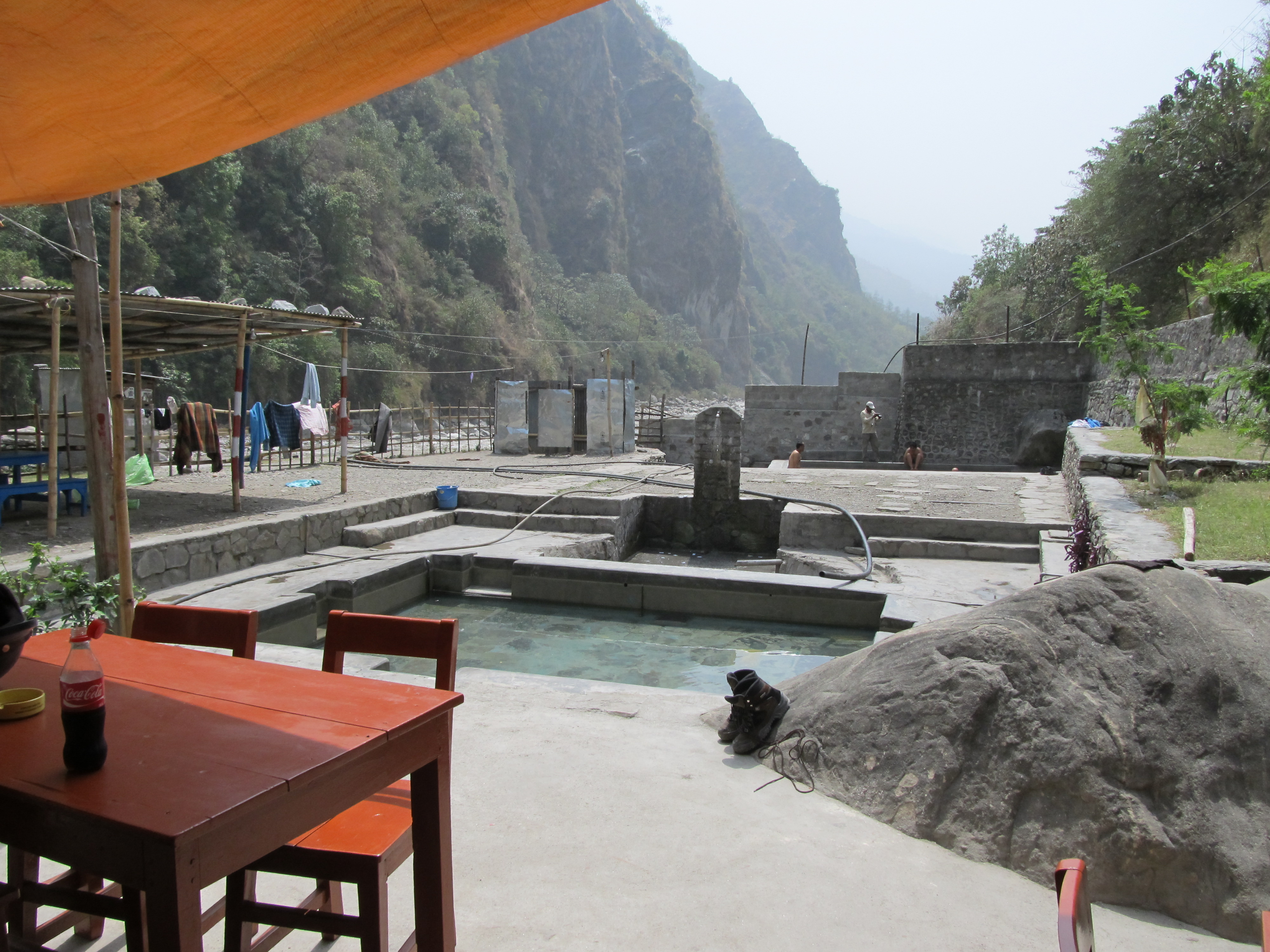
Thermalquellen von Tatopani

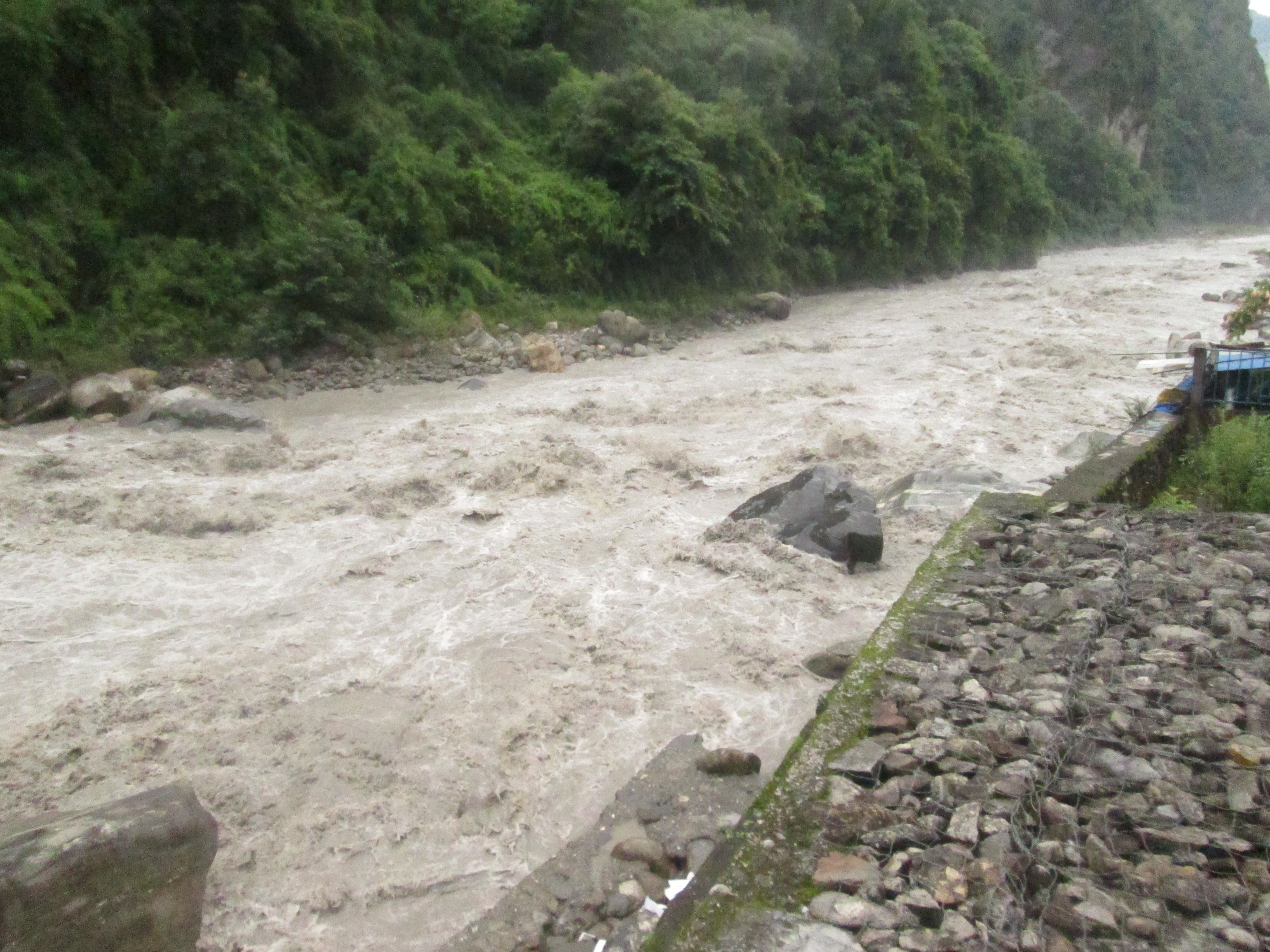
Der Kali Gandaki direkt neben den heißen Quellen

- Bhurung (2070 m)
- Katunje (1412 m)
- Mandredhung (1730 m)
- Nauni Bagar (1205 m)
- Sonari (1350 m)
- Tatopani (1160 m ⊙)
- Thuli Bagar (1170 m)

## Thermalquellen
Tatopani ist bekannt für seine Thermalquellen. Gegen eine kleine Eintrittsgebühr kann man in der Hauptsaison in zwei unterschiedlich warmen Becken sitzen und direkt neben dem Kali Gandaki das warme Wasser genießen. Da das wärmere Becken sehr heiß ist (ca. 40 °C) weichen viele auf das Becken, dessen Quellwasser mit kaltem Wasser gemischt wurde, aus. Um sich zwischendurch abzukühlen, gibt es Kaltwasserduschen. Von den Thermalquellen kommt auch der Name des Dorfes: Tato heißt auf Nepali heiß und pani Wasser.